# Золотий м'яч ФІФА 2010
«Золотий м'яч ФІФА 2010»

10 січня 2011
Найкращий футболіст світу: 
 Ліонель Мессі
 (вдруге)

← 2009 * Золотий м'яч * 2011 →
Найкращий тренер світу:
 Жозе Моурінью 
 (вперше)

Найкраща футболістка світу:
 Марта 
 (вп'яте)

Найкращий жіночий тренер світу:
 Сільвія Найд
 (вперше)

Золотий м'яч ФІФА 2010 — перша церемонія нагородження найкращих футболістів та тренерів світу, після об'єднання нагород «Золотий м'яч» («Франс Футбол») та «Гравець року ФІФА». Церемонія нагородження відбулася 10 січня 2011 року.
Нагородження проходило у 8 номінаціях: найкращий футболіст та футболістка року, найкращий тренер чоловічих та жіночих команд, найкращий гол року, нагорода президента ФІФА, нагорода Фейр-плей та символічна збірна року.

## Найкращий футболіст світу
Це було 55-те вручення нагороди найкращому футболістові в історії для «Франс Футбол» та 20-те — для ФІФА. У попередні роки французький журнал проводив опитування серед журналістів, а ФІФА — тренерів і капітанів національних збірних світу. З 2010 році ці три опитування об'єднали в одне, причому кількість журналістів уже ніхто не обмежував. В голосуванні могли брати участь представники усіх країн, що є членами ФІФА.
Перед проведенням опитування був складений попередній список з 23 претендентів на нагороду.
Кожен із членів журі обирав трьох футболістів, які, на його думку, є найкращими гравцями світу. За перше місце нараховували 5 очок, за друге — три, за третє — одне очко.
Володарем нагороди вдруге поспіль став 23-річний аргентинський нападник клубу «Барселона» Ліонель Мессі.
| Місце | Футболіст            | Країна              | Клуб                | Всього голосів (%) | Голоси тренерів | Голоси капітанів | Голоси преси |
| ----- | -------------------- | ------------------- | ------------------- | ------------------ | --------------- | ---------------- | ------------ |
| 1     | Ліонель Мессі        | Аргентина           | Барселона           | 22,65 %            | 9,72            | 8,55             | 4,38         |
| 2     | Андрес Іньєста       | Іспанія             | Барселона           | 17,36 %            | 5,39            | 4,44             | 7,53         |
| 3     | Хаві Ернандес        | Іспанія             | Барселона           | 16,48 %            | 5,34            | 5,17             | 5,96         |
| 4     | Веслі Снейдер        | Нідерланди          | Інтер               | 14,48 %            | 3,00            | 3,79             | 7,70         |
| 5     | Дієго Форлан         | Уругвай             | Атлетіко            | 7,61 %             | 1,88            | 2,10             | 3,63         |
| 6     | Кріштіану Роналду    | Португалія          | Реал                | 3,92 %             | 2,40            | 1,12             | 0,41         |
| 7     | Ікер Касільяс        | Іспанія             | Реал                | 2,90 %             | 0,49            | 1,44             | 0,96         |
| 8     | Давід Вілья          | Іспанія             | Валенсія Барселона  | 2,25 %             | 0,76            | 0,54             | 0,94         |
| 9     | Дідьє Дрогба         | Кот-д'Івуар         | Челсі               | 1,68 %             | 0,60            | 1,03             | 0,05         |
| 10    | Хабі Алонсо          | Іспанія             | Реал                | 1,52 %             | 0,52            | 0,79             | 0,22         |
|       |                      |                     |                     |                    |                 |                  |              |
| 11    | Карлес Пуйоль        | Іспанія             | Барселона           | 1,43 %             | 0,49            | 0,82             | 0,12         |
| 12    | Самюель Ето'о        | Камерун             | Інтер               | 1,37 %             | 0,25            | 0,76             | 0,36         |
| 13    | Месут Озіль          | Німеччина           | Реал                | 1,21 %             | 0,41            | 0,49             | 0,31         |
| 14    | Ар'єн Роббен         | Нідерланди          | Баварія             | 1,16 %             | 0,33            | 0,54             | 0,29         |
| 15    | Томас Мюллер         | Німеччина           | Баварія             | 0,91 %             | 0,65            | 0,14             | 0,12         |
| 16    | Бастіан Швайнштайгер | Німеччина           | Баварія             | 0,75 %             | 0,16            | 0,52             | 0,07         |
| 17    | Майкон               | Бразилія            | Інтер               | 0,57 %             | 0,27            | 0,30             | 0,00         |
| 18    | Асамоа Г'ян          | Гана                | Сандерленд          | 0,46 %             | 0,11            | 0,08             | 0,27         |
| 19    | Жуліо Сезар          | Бразилія            | Інтер               | 0,22 %             | 0,11            | 0,11             | 0,00         |
| =     | Сеск Фабрегас        | Іспанія             | Арсенал             | 0,22 %             | 0,03            | 0,19             | 0,00         |
| 21    | Мірослав Клозе       | Німеччина           | Баварія             | 0,19 %             | 0,05            | 0,11             | 0,02         |
| 22    | Філіпп Лам           | Німеччина           | Баварія             | 0,05 %             | 0,05            | 0,00             | 0,00         |
| =     | Дані Алвес           | Бразилія            | Барселона           | 0,05 %             | 0,00            | 0,05             | 0,00         |
|       | Помилки голосування  | Помилки голосування | Помилки голосування | 0,57 %             | 0,33            | 0,25             | 0,00         |

### Цікаві факти
- Розподіл по амплуа серед 23 футболістів згаданих в анкетах наступний: 2 воротарі, 4 захисники, 8 півзахисників та 9 нападників.
- З 23 гравців згаданих в анкетах 16 представляли Європу, 4 — Південну Америку, 3 — Африку.
- Ліонель Мессі став дев'ятим гравцем в історії опитувань, якому вдалося виграти нагороду «Золотий м'яч» більше одного разу.
- Вперше за 21 рік одному гравцеві вдалося виграти нагороду «Золотий м'яч» двічі поспіль, востаннє таке досягнення мав Марко ван Бастен у 1988 та 1989 роках. Загалом аргентинець став шостим гравцем, який двічі поспіль вигравав нагороду, до нього це робили Йоган Кройф, Кевін Кіган, Карл-Гайнц Румменігге, Мішель Платіні та вже згаданий Марко ван Бастен.
- Вдруге в історії вручення нагороди «Золотий м'яч» перші три місця посіли представники одного клубу. Іспанська «Барселона» стала другим таким клубом після італійського «Мілана», гравці якого також посіли перші три місця у 1988 році.
- Ліонель Мессі четвертий рік поспіль потрапляє у трійку найкращих за підсумками опитувань.
- Ліонель Мессі завоював другий трофей для Аргентини. Лідерами за кількістю трофеїв залишалися Німеччина та Нідерланди — по 7, у Франції було 6 нагород, Італії, Англії та Бразилії — по 5, в Іспанії, Португалії та СРСР — було по 3 нагороди.
- Аргентина стала другою неєвропейською країною, після Бразилії, представник якої став володарем нагороди «Золотий м'яч» більше одного разу.
- 23 згаданих в анкетах футболістів представляли 10 країн, зокрема: Іспанію — 7, Німеччину — 5, Бразилію — 3, Нідерланди — 2, Аргентину, Португалію, Камерун, Кот-д'Івуар, Гану та Уругвай — по 1 гравцю.
- 25 років поспіль в заліку опитувань відсутні представники Угорщини, які раніше були постійними учасниками опитувань. Також протягом 23 років поспіль відсутні представники Шотландії, по 16 — Бельгії та Австрії, 12 — Хорватії.
- Вдруге поспіль в заліку опитувань не було представників Італії. До цього італійські гравці згадувалися в анкетах респондентів протягом 23 років поспіль.
- Вперше з 1988 року в анкетах респондентів не було жодного футболіста з Франції, а також вперше з 1994 року — жодного футболіста з Англії.
- Усього за 55 років вручення нагороди найчастіше згадувалися в анкетах хоча б одного разу футболісти Італії та Німеччини — у 51 опитуваннях, футболісти Англії та Франції згадувалися у 49 опитуваннях, Іспанії — у 48, Нідерландів — у 38, Португалії — у 37, Швеції — у 34, Югославії — у 30, СРСР — у 29, Данії та Бельгії — у 24, Шотландії та Болгарії — у 23, Угорщини — у 20 опитуваннях.
- Німецькі футболісти найчастіше потрапляли в загальний залік опитувань — 178 разів, італійські — 169, англійські — 138, французькі — 122, іспанські — 104, нідерландські — 94, радянські — 66, португальські — 62, бразильські — 55, угорські та шведські — по 50, югославські — 46, данські — 44 рази.
- Вчотирнадцяте лауреатом трофея став представник іспанської першості. Лідером за цим показником залишався італійський чемпіонат — 18 трофеїв, в іспанської першості було 14 трофеїв, у німецької — 9, англійської — 6 трофеїв.
- Увосьме лауреатом опитування став футболіст «Барселони». До Ліонеля Мессі, це також вдавалося Луїсу Суаресу (1960), Йогану Кройфу (1973, 1974), Христо Стоїчкову (1994), Рівалдо (1999) та Роналдінью (2005).
- «Барселона» наздогнала лідерів за кількістю трофеїв «Золотий м'яч» «Мілан» та «Ювентус» — в усіх трьох клубів по 8 трофеїв. 6 нагород було у мадридського «Реала», 5 — у «Баварії», 4 — у «Манчестер Юнайтед».
- Всього в анкетах були згадані гравці з 8 клубів, зокрема: «Барселони» — 6, «Баварії» — 5, «Інтернаціонале» та мадридського «Реала» — по 4, «Челсі», «Атлетіко», «Сандерленда» та «Арсенала» — по 1 футболісту.
- 8 клубів — це найменший показник в історії опитувань. Попередній найменший показник за кількістю представлених клубів був у 1982 та 2005 роках — по 12.
- Всього за 55 років проведення опитувань в анкетах загалом були згадані 674 футболісти зі 192 клубу. Футболісти «Ювентуса» були згадані хоча б одного разу у 44 опитуваннях, мадридського «Реала» — у 43 опитуваннях, «Барселони» — у 41, «Мілана», «Інтернаціонале» та «Манчестер Юнайтед» — у 38, «Баварії» — у 37, «Ліверпуля» — у 23, «Аякса» — у 21, «Фіорентіни», «Арсенала» та «Тоттенгем Готспур» — у 19, «Кельна» — у 17, «Олімпік» (Марсель) — у 16, «Роми», «Црвени Звезди» та «Бенфіки» — у 15, празької «Дукли», «Гамбурга» та київського «Динамо» — у 14 опитуваннях.
- Лідером за кількістю футболістів, які фігурували в опитуваннях щотижневика «Франс Футбол» був мадридський «Реал» — 44 гравці, «Ювентус» та «Барселону» представляли по 40 гравців, «Мілан» — 35, «Манчестер Юнайтед» — 34, «Інтернаціонале» — 28, «Баварію» — 25, «Аякс» та «Ліверпуль» — по 21, «Арсенал» — 16, «Лаціо» — 14, «Кельн», марсельський «Олімпік» та «Челсі» — по 13, київське «Динамо» — 12, «Бенфіку» — 11 футболістів.
- Вперше в анкетах респондентів були згадані 7 футболістів, зокрема: Веслі Снейдер, Хабі Алонсо, Месут Озіль, Ар'єн Роббен, Бастіан Швайнштайгер, Томас Мюллер та Асамоа Г'ян.
- Загалом 674 згаданих в анкетах гравців за історію проведення опитувань представляли 52 країни. Лідерами за кількістю таких футболістів були Німеччина — 62, а також Італія — 58 та Англія — 55 гравців. У десятку лідерів також входили Франція — 49, Іспанія — 48, Нідерланди — 38, СРСР — 29, Югославія — 25, Швеція та Португалія — по 23 гравці, одинадцятою йшла Бразилія, яку представляли 22 гравці.
- Рекордсменами за кількістю потраплянь у заліки опитувань залишалися Франц Бекенбауер та Йоган Кройф — в обох по 12, у Еусебіу, Мішеля Платіні, Зінедіна Зідана та Паоло Мальдіні було по 11, у Льва Яшина, Джанні Рівери, Герда Мюллера та Мікаеля Лаудрупа  — по 10, у Боббі Чарлтона, Сандро Маццоли та Тьєррі Анрі — було по 9 потраплянь.
- Лідером за кількістю потраплянь у чільну п'ятірку залишався Франц Бекенбауер — 10 разів, далі розташовувалися Мішель Платіні — 8, Йоган Кройф — 7, Еусебіу та Зінедін Зідан — по 6, а також Карл-Гайнц Румменігге, Луїс Суарес, Андрій Шевченко та Тьєррі Анрі — по 5 разів. У Ліонеля Мессі було по 4 потрапляння.
- Франц Бекенбауер також залишався лідером за кількістю потраплянь у 10-ку найкращих — 11 разів, за ним розташовувалися Мішель Платіні та Йоган Кройф — по 9, Еусебіу, Джанні Рівера та Герд Мюллер — по 8, Боббі Чарлтон, Карл-Гайнц Румменігге, Зінедін Зідан та Тьєррі Анрі — по 7 разів.

## Найкращий тренер світу
| Місце | Тренер             | Країна     | Клуб              | Всього голосів (%) | Голоси тренерів | Голоси капітанів | Голоси преси |
| ----- | ------------------ | ---------- | ----------------- | ------------------ | --------------- | ---------------- | ------------ |
| 1     | Жозе Моурінью      | Португалія | Інтер, Реал       | 35,92 %            | 10,12           | 12,19            | 13,61        |
| 2     | Вісенте дель Боске | Іспанія    | зб. Іспанії       | 33,08 %            | 11,97           | 8,08             | 13,04        |
| 3     | Пеп Гвардіола      | Іспанія    | Барселона         | 8,45 %             | 3,22            | 3,65             | 1,59         |
| 4     | Йоахім Лев         | Німеччина  | зб. Німеччини     | 5,12 %             | 1,83            | 2,04             | 1,25         |
| 5     | Карло Анчелотті    | Італія     | Челсі             | 3,78 %             | 1,21            | 1,90             | 0,67         |
| 6     | Алекс Фергюсон     | Шотландія  | Манчестер Юнайтед | 3,66 %             | 1,48            | 1,90             | 0,29         |
| 7     | Оскар Табарес      | Уругвай    | зб. Уругваю       | 2,95 %             | 0,86            | 0,82             | 1,27         |
| 8     | Берт ван Марвейк   | Нідерланди | зб. Нідерландів   | 2,69 %             | 1,32            | 0,73             | 0,65         |
| 9     | Арсен Венгер       | Франція    | Арсенал           | 2,25 %             | 1,13            | 0,93             | 0,19         |
| 10    | Луї ван Гал        | Нідерланди | Баварія           | 1,89 %             | 0,21            | 0,90             | 0,77         |

## Найкраща футболістка світу
| Місце | Футболістка      | Країна    | Клуб           | Всього голосів (%) | Голоси тренерів | Голоси капітанів | Голоси преси |
| ----- | ---------------- | --------- | -------------- | ------------------ | --------------- | ---------------- | ------------ |
| 1     | Марта            | Бразилія  | ФК Голд Прайд  | 38,20 %            | 12,32           | 12,62            | 13,25        |
| 2     | Біргіт Прінц     | Німеччина | Франкфурт      | 15,18 %            | 5,66            | 4,38             | 5,13         |
| 3     | Фатміре Байрамай | Німеччина | Турбін Потсдам | 9,96 %             | 2,71            | 3,12             | 4,13         |

## Найкращий жіночий тренер світу
| Місце | Тренер        | Країна    | Клуб/Збірна               | Всього голосів (%) | Голоси тренерів | Голоси капітанів | Голоси преси |
| ----- | ------------- | --------- | ------------------------- | ------------------ | --------------- | ---------------- | ------------ |
| 1     | Сільвія Найд  | Німеччина | зб. Німеччини             | 24,06 %            | 8,39            | 7,81             | 7,85         |
| 2     | Марен Мейнерт | Німеччина | зб. Німеччини до 20 років | 18,26 %            | 4,81            | 3,67             | 9,78         |
| 3     | Піа Санджейдж | Швеція    | США                       | 11,68 %            | 4,00            | 5,45             | 2,22         |

## Символічна збірна світу ФІФА
| Футболіст         | Країна     | Клуб        |
| ----------------- | ---------- | ----------- |
| Ікер Касільяс     | Іспанія    | Реал Мадрид |
| Майкон            | Бразилія   | Інтер       |
| Жерард Піке       | Іспанія    | Барселона   |
| Карлес Пуйоль     | Іспанія    | Барселона   |
| Лусіу             | Бразилія   | Інтер       |
| Андрес Іньєста    | Іспанія    | Барселона   |
| Хаві Ернандес     | Іспанія    | Барселона   |
| Веслі Снейдер     | Нідерланди | Інтер       |
| Ліонель Мессі     | Аргентина  | Барселона   |
| Кріштіану Роналду | Португалія | Реал Мадрид |
| Давід Вілья       | Іспанія    | Барселона   |

## Найкращий гол року (Премія Пушкаша)
| Місце | Гравець                 | Країна     | Клуб       | Суперник | Рахунок | Турнір | % голосів |
| ----- | ----------------------- | ---------- | ---------- | -------- | ------- | ------ | --------- |
| 1     | Хаміт Алтинтоп          | Туреччина  | «Баварія»  |          |         |        |           |
| 2     | Лінус Халленіус         | Швеція     | Хаммарбю   |          |         |        |           |
| 3     | Джованні ван Бронкгорст | Нідерланди | Нідерланди |          |         |        |           |

## Премія президента ФІФА
Це почесна нагорода присуджується ФІФА з 2001 року для тих осіб чи організацій, які вносять значний вклад в футбол.
- Десмонд Туту

## НагородаФейр-плей
Жіноча збірна Гаїті з футболу до 17 років